# Oružane snage Sijera Leonea
Oružane snage Sijera Leonea (RSLAF) odgovorne su za teritorijalnu sigurnost u Sijera Leoneu i brane nacionalne interese u okviru svojih međunarodnih obveza. 
Oružane snage su nastale nakon neovisnosti 1961. godine, temeljeći se na vojnim snagama iz bivših britanskih kraljevskih zapadnoafričkih snaga, prisutnih u zemlji. Oružane snage Sijera Leonea trenutno broje oko 13,000 osoba.
Prije nego što je Sijera Leone stekla neovisnost 1961. godine, vojska je bila poznata kao Kraljevska vojna sila Sijera Leonea. Ustrojstvo se mijenjalo tijekom godina. Uz kopnene snage, postoje i neznatne zračne snage te mornarica. Vojni zapovjednik je predsjednik države.